# Ari (település)
Ari község (comune) Olaszország Abruzzo régiójában, Chieti megyében.

## Fekvése
A északnyugati megye részén fekszik. Határai: Canosa Sannita, Filetto, Giuliano Teatino, Miglianico, Orsogna, Vacri és Villamagna.

## Története
Első írásos említése 874-ből származik. A következő századokban nemesi birtok volt. Önállóságát a 19. század elején nyerte el, amikor a Nápolyi Királyságban felszámolták a feudalizmust.

## Népessége
A népesség számának alakulása:

## Főbb látnivalói
- Madonna delle Grazie-templom
- San Salvatore-templom
- Madonna della Misericordia-templom
- Sant’Antonio-templom
- San Rocco-templom
- San Michele Arcangelo-templom